# Schweiz im Deutsch-Französischen Krieg
Die Schweiz blieb im Deutsch-Französischen Krieg 1870/71 ihrer Rolle der traditionellen, 1815 von den Grossmächten auch schriftlich garantierten Neutralität treu und blieb vom Krieg weitgehend verschont.

## Schweizer Armee
Zum General wurde Hans Herzog gewählt. Es erwies sich bei Kriegsausbruch 1870, dass eine grössere Grenzbesetzung durch die Schweizer Armee erforderlich war. In der Folge verlagerte sich das Kriegsgeschehen weg von der französisch-schweizerischen Grenze, was aus Sicht des Generals die Entlassung grösserer Truppenteile erlaubte.

## Bourbaki-Armee
Zur Belastungsprobe entwickelte sich gegen Kriegsende der Grenzübertritt von 85'000 Mann der geschlagenen Bourbaki-Armee, um einer deutschen Kriegsgefangenschaft zu entgehen. Zudem musste man zumindest theoretisch damit rechnen, dass die Bourbaki nachsetzenden deutschen Einheiten unter ihrem Kommandanten Edwin von Manteuffel die günstige Gelegenheit nutzen könnten, um den bis zum Neuenburger Handel 1856 zu Preussen gehörenden Kanton Neuenburg «zurückzuholen». General Herzog hatte knapp zuvor, strategisch zu spät, wieder Truppenteile mobilisiert und den Generalstab nach Neuenburg/Neuchâtel verlegt. Zwar besass die Schweiz eine schriftliche Garantieerklärung des vormaligen Preussen-Königs Friedrich Wilhelm III., dass er und seine Nachfahren definitiv auf das Fürstentum Neuenburg verzichten würden, was allein aber in einer Zeit ohne zwingendes Völkerrecht evtl. noch keine Sicherheit darstellte. Es wird angenommen, dass dem deutschen Verzicht auf einen solchen Angriff auch Bedenken bezüglich einer relativ unnötigen Provokation Englands nach der bis dahin ruhmreichen Niederwerfung Frankreichs zugrunde lagen.

## Expansionsgelüste
Am 9. November 1870, also während des Krieges, wurde bekannt, dass der Bundesrat mit der Absicht spielte, zeitgleich Nord-Savoyen militärisch zu besetzen. Der Schweiz war völkerrechtlich zwar ein solches Recht zugebilligt, aber nur defensiv im Falle einer Neutralitätsverletzung, wie Nationalrat Alfred Escher im Parlament betonte, welches dem Bundesrat das Vorhaben verwehrte.

## Armee-Zentralisierung als Folge
Die während des Krieges festgestellten Mängel der noch stark kantonal organisierten Armee wurden in der Folge durch eine aufgrund der 1874 revidierten Bundesverfassung ermöglichte Zentralisierung der Militärorganisation behoben.